# Richland Springs
Richland Springs é uma cidade  localizada no estado norte-americano do Texas, no Condado de San Saba.

## Demografia
Segundo o censo norte-americano de 2000, a sua população era de 350 habitantes.
Em 2006, foi estimada uma população de 336, um decréscimo de 14 (-4.0%).

## Geografia
De acordo com o United States Census Bureau tem uma área de
2,6 km², dos quais 2,6 km² cobertos por terra e 0,0 km² cobertos por água. Richland Springs localiza-se a aproximadamente 429 m acima do nível do mar.

## Localidades na vizinhança
O diagrama seguinte representa as localidades num raio de 44 km ao redor de Richland Springs.